# 野上義博
野上 義博（のがみ よしひろ、1949年（昭和24年）12月25日 - ）は、日本の実業家。ダイワボウホールディングス社長。元日本紡績協会会長。

## 経歴・人物
福岡県出身。長崎県立長崎東高等学校を経て、1973年九州大学経済学部経済学科卒業、同年に大和紡績入社。以後営業畑を歩み、2002年同社第一事業本部生活資材部長。2006年ダイワボウ情報システムに入社し、取締役、常務取締役を経て、2009年代表取締役社長に就任。同社での経営手腕を買われ、2015年ダイワボウホールディングス社長に就任した。2017年日本紡績協会会長。

## 略歴
- 1973年3月 - 九州大学経済学部経済学科卒業
- 1973年4月 - 大和紡績入社
- 2002年4月 - 同社第一事業本部生活資材部長
- 2006年1月 - ダイワボウ情報システム入社
- 2006年6月 - 同社取締役
- 2008年1月 - 同社常務取締役
- 2009年4月 - 同社代表取締役社長
- 2009年6月 - ダイワボウホールディングス取締役常務執行役員
- 2011年6月 - 同社取締役専務執行役員
- 2015年6月 - 同社代表取締役社長執行役員
- 2017年6月 - 日本紡績協会会長